# Коле Санта Лучия
Ко̀ле Санта Лучѝя (на италиански: Colle Santa Lucia; на ладински: Col, Кол) е община в Северна Италия, провинция Белуно, регион Венето. Разположена е на 1451 m надморска височина. Населението на общината е 371 души (към 2014 г.).
 Административен център на общината е село Вилагранде (Villagrande).